# Mid and East Antrim
Mid and East Antrim (Iers: Lár- agus Oir-Aontroime) is een district (ONS-code N09000008) in Noord-Ierland. Het ligt in het noordoosten van Noord-Ierland, in het westen begrensd door de rivier Bann en met in het oosten de Antrim Coast, een kustlijn aan het North Channel, de engte die Atlantische Oceaan en Ierse Zee verbindt. Het district bevat de plaatsen Ballymena, Carrickfergus en Larne, deze laatste met zeehaven. Mid and East Antrim telt 139.000 inwoners. De landoppervlakte bedraagt 1059 km², de bevolkingsdichtheid is dus 131 inwoners per km².
Van de bevolking is 73% protestant en 19% katholiek.
Mid and East Antrim ontstond op 1 april 2015 na het Local Government Reform Programme, de herindeling van 26 naar 11 districten in Noord-Ierland. Mid and East Antrim kwam tot stand door de samenvoeging van de voormalige districten Ballymena, Larne en Carrickfergus. Mid and East Antrim werd erkend als borough. In vergelijking met de oude graafschappen maakt het district deel uit van het grotere oude County of Antrim.
De lokale autoriteit is de Mid and East Antrim Borough Council, die de Ballymena Borough Council, de Carrickfergus Borough Council en de Larne Borough Council vervangt. De vergaderingen van de raad zijn in Ballymena.
Het district wordt bestuurd door 40 raadsleden die verkozen werden in zeven aparte District Electoral Areas (DEAs) die ze als districtsraadslid vertegenwoordigen. Elke DEA leverde zeven, zes of vijf vertegenwoordigers. Deze zeven DEAs zijn: Ballymena, Bannside, Braid, Carrick Castle, Coast Road, Knockagh en Larne Lough. De eerste verkiezingen vonden plaats in mei 2014. Het eerste jaar trad de districtsraad op als een soort schaduwraad naast de districtsraden van de oude districten die tot eind maart 2015 in functie bleven.

## Zetelverdeling
De verkozenen na de verkiezing van 22 mei 2014 waren effectief in functie van 2015 tot 2019. Verkiezingen zijn vierjaarlijks.
| Partij                             | Verkozen 2014 | Evolutie 2017 | Verkozen 2019 |
| ---------------------------------- | ------------- | ------------- | ------------- |
| Democratic Unionist Party          | 16            | 16            |               |
| Ulster Unionist Party              | 9             | 9             |               |
| Traditional Unionist Voice         | 5             | 4             |               |
| Alliance Party of Northern Ireland | 3             | 3             |               |
| Sinn Féin                          | 3             | 2             |               |
| Social Democratic and Labour Party | 1             | 1             |               |
| UK Independence Party              | 1             | 2             |               |
| Onafhankelijken                    | 2             | 3             |               |

Situatie op 28 december 2017.
Antrim and Newtownabbey · Ards and North Down · Armagh City, Banbridge and Craigavon · Belfast · Causeway Coast and Glens · Derry City and Strabane · Fermanagh and Omagh · Lisburn and Castlereagh · Mid and East Antrim · Mid Ulster · Newry, Mourne and Down